# 特隆教堂

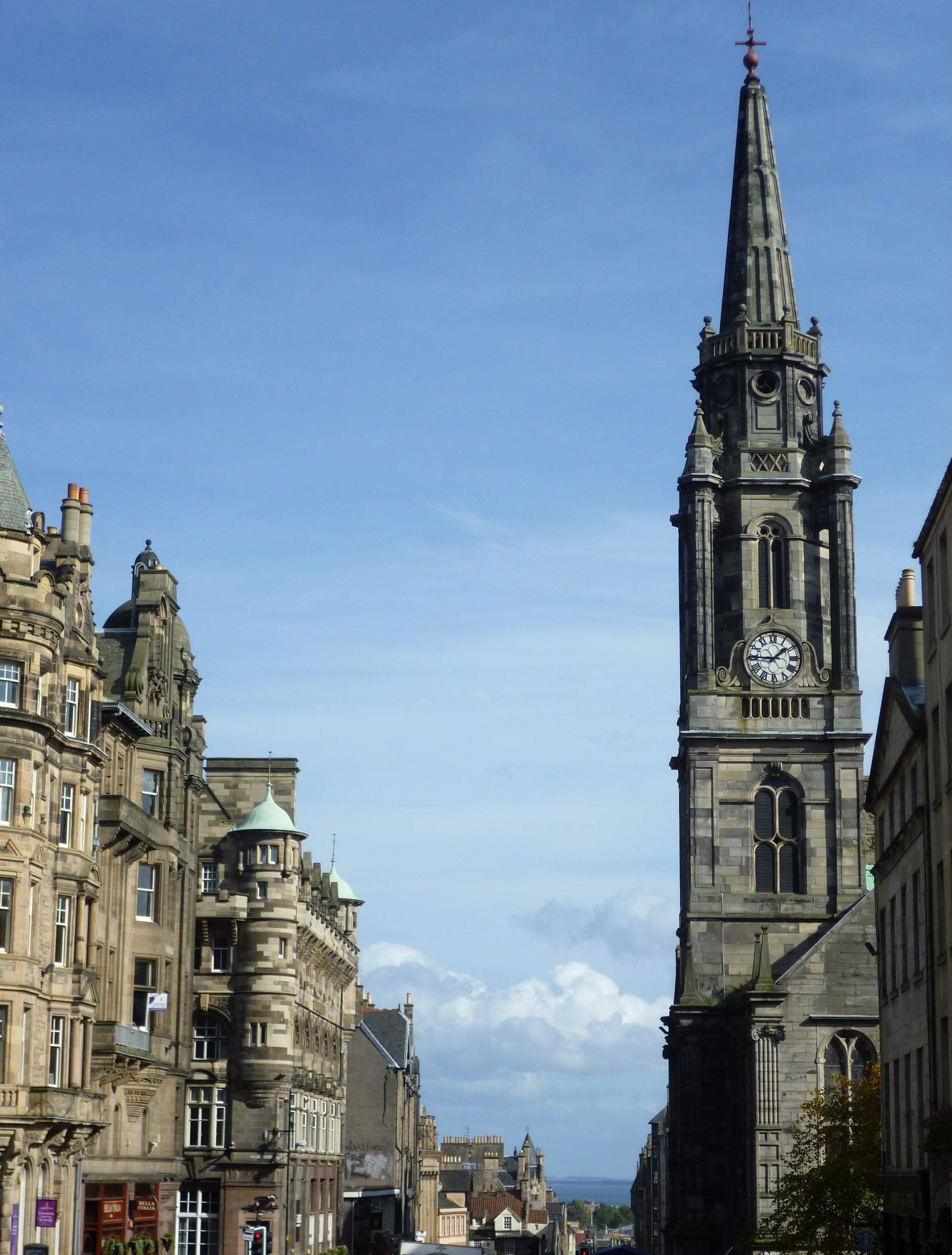

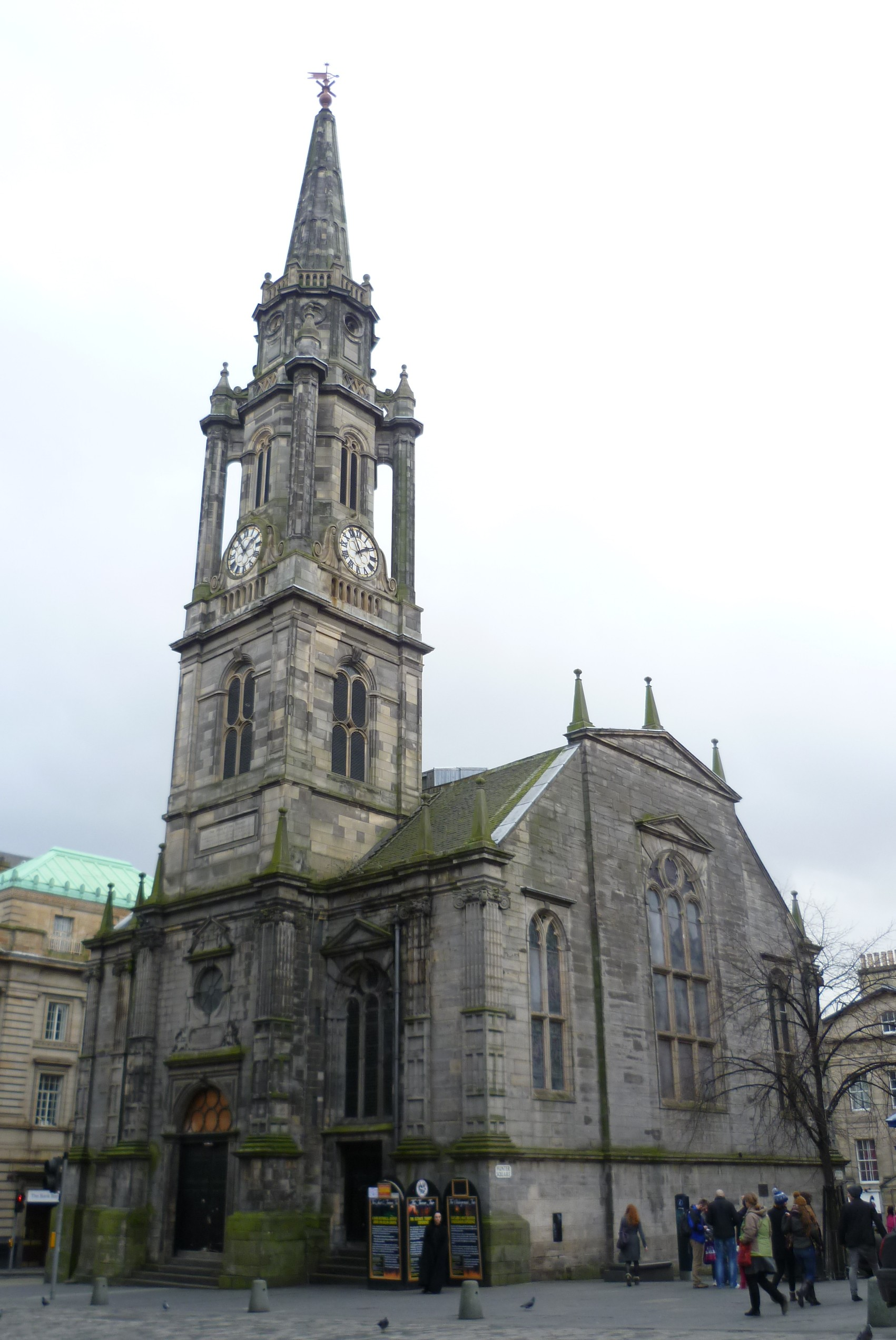

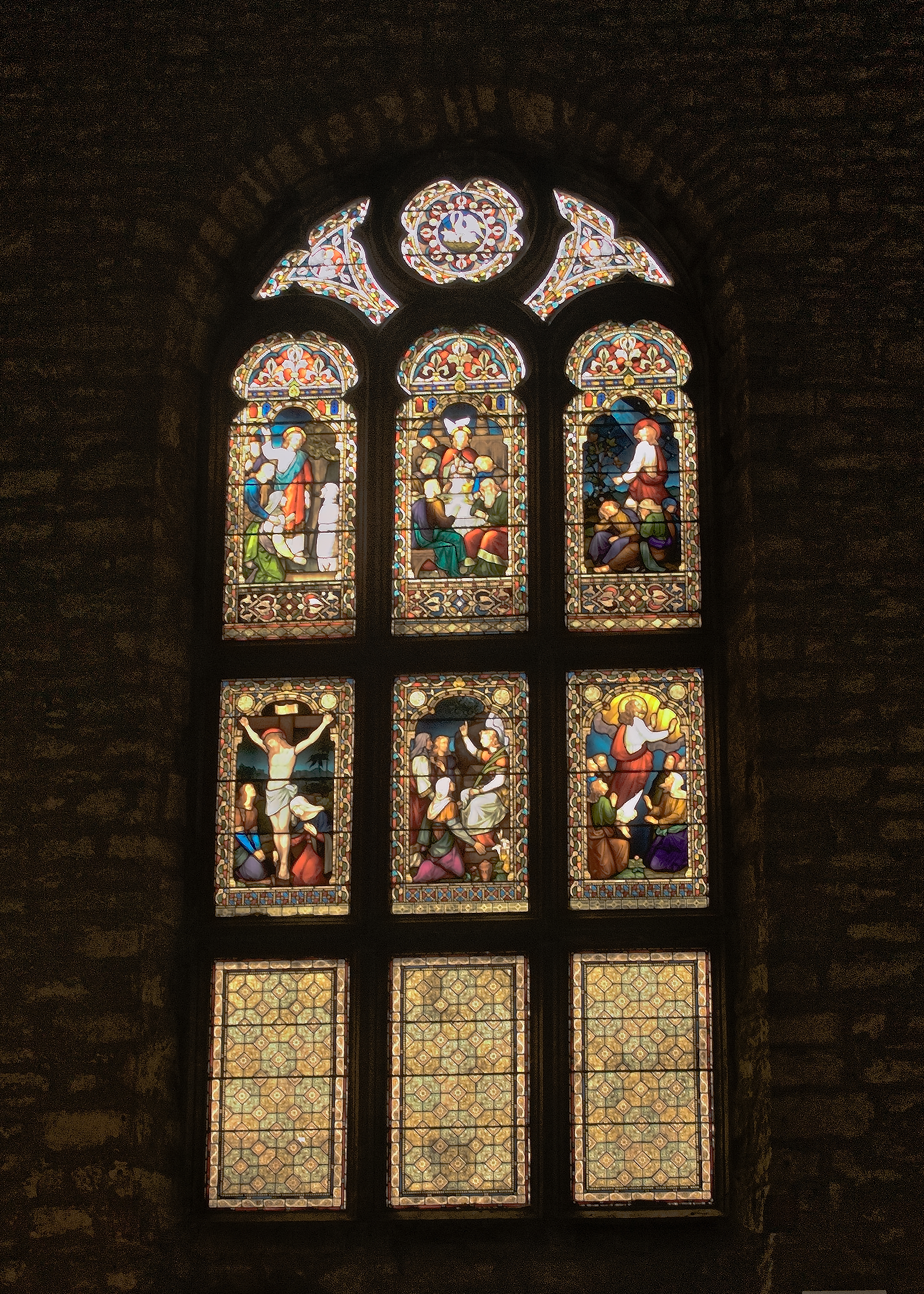

特隆教堂（Tron Kirk）是一所前苏格兰教会教堂，位于苏格兰首府爱丁堡，是皇家一英里沿线一个著名的地标。
特隆教堂以前是蘇格蘭教會在愛丁堡教區的主要教堂，當初是由教區花了£1000向William Scott博士買的。該教堂由查理一世下令建造，然而這時期也是君皇在擴建愛丁堡城的時期。此教堂從開始到完工分別是在1636和1647年，它是由當時的皇家工匠（Royal master mason）John Mylne所設計，此教堂混合了古典和哥德的建築風格，還有一個荷蘭（Dutch）風格的尖塔。在1780年代為了擴建南面的廣場跟拓寬東邊道路，拆掉部分的南面跟東面，而為了保持教堂的對稱性，所以西側也跟著縮減部分。在1824年11月16日，愛丁堡發生大火，特隆教堂也遭波及，但是比較幸運的事是該教堂只有荷蘭式的鐘塔著火，在19世紀之後特隆教堂成為愛丁堡市民在Hogmanay（蘇格蘭的新年除夕）傳統的聚會地點。
二十世紀初宗教熱潮已經在西歐退燒，終於在1952年，因為特隆教堂最後一位教友辭世所以關閉。愛丁堡市議會決定把教會則遷移到了Moredun區。從此之後該教堂閒置了五十年，這段期間政府為了改善教堂旁邊繁忙的十字路口和老舊橋樑，不止一次提出整個教堂拆除的計劃。幸運的是，在1974年的教堂基礎與地板修復工程進行時，發現了在1532年鋪設的鵝卵石街道遺址以及一些陶器跟牡蠣殼，所以有幸被保存下來。在1984年時，建堂的內部計畫改建成特隆教堂遺產中心，並在1993-2006年期間出租做為舊城的資訊中心，並在夏天開放臨時走到供遊客觀察考古遺骸。在最近幾年，特隆教堂常常為愛丁堡Fringe Festival提供場地，如Jazz & Blues Festival和the PBH Free Fringe。